# Гамма (музыка)

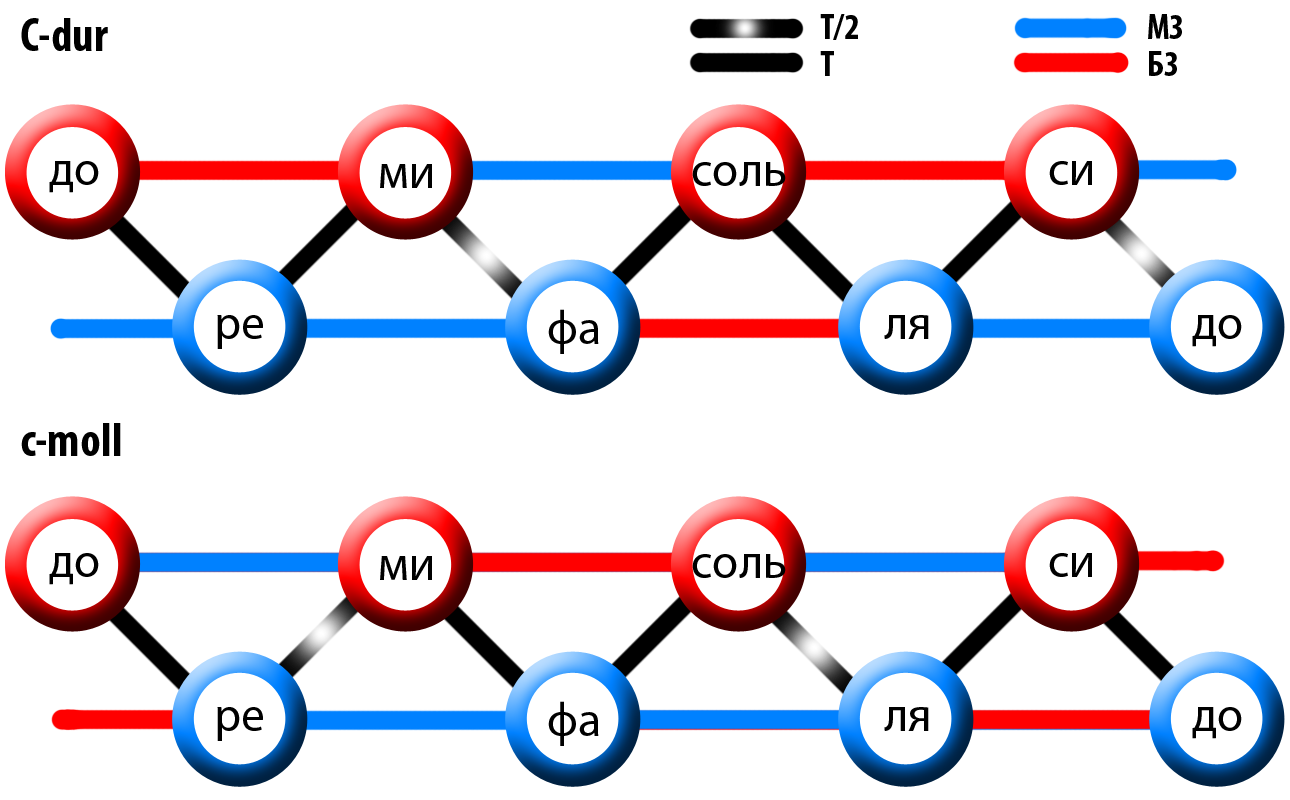
Пример: интервалы между ступенями гаммы «До мажор» и «До минор» (тоны и полутоны, малые и большие терции)

Га́мма — это звукоряд, в котором первая и последняя ноты совпадают по названию, но находятся друг от друга на расстоянии октавы. Расстояние между соседними ступенями распространённых видов гамм может составлять полутон, тон или полтора тона. В школьной исполнительской практике под «гаммами» подразумевают восходящие либо нисходящие звукоряды протяжённостью в несколько октав.

## Виды гамм
В современной музыке наиболее часто используют 2 группы гамм: мажорные и минорные. Каждая из этих групп включает в себя 3 подвида: натуральный, гармонический и мелодический. В целом названия произносят как натуральный мажор, мелодический минор и так далее.
- Натуральные мажорные гаммы строят по принципу: тон, тон, полутон, тон, тон, тон, полутон. Самая простая натуральная мажорная гамма для фортепиано — До мажор (C dur), для скрипки — Ре мажор (D dur).
- Гармонические мажорные гаммы строят по принципу: тон, тон, полутон, тон, полутон, полтора тона, полутон (в восходящем и нисходящем направлении понижается шестая ступень относительно натурального мажора).
- Мелодические мажорные гаммы строят по принципу: тон, тон, полутон, тон, тон, тон, полутон (в восходящем направлении соответствует натуральному мажору) и тон, тон, полутон, тон, полутон, тон, тон (в нисходящем направлении с понижением VI и VII ступеней относительно натурального мажора).
- Натуральные минорные гаммы строят по принципу: тон, полутон, тон, тон, полутон, тон, тон. Самая простая натуральная минорная гамма для фортепиано — ля минор (a moll).
- Гармонические минорные гаммы строят по принципу: тон, полутон, тон, тон, полутон, полтора тона, полутон (в восходящем и нисходящем направлении повышается седьмая ступень относительно натурального минора).
- Мелодические минорные гаммы строят по принципу: тон, полутон, тон, тон, тон, тон, полутон (в восходящем направлении повышаются VI и VII ступени относительно натурального минора) и тон, тон, полутон, тон, тон, полутон, тон (в нисходящем направлении соответствует натуральному минору).

Далее и мажорные и минорные гаммы делят на диезные и бемольные:
- Диезные гаммы — это гаммы, тональности которых при ключе имеют диезы.
- Бемольные гаммы — аналогично диезным, но знаки при ключе — бемоли.

Существуют также такие виды гамм, как хроматическая (строят по полутонам), целотонная (строят по целым тонам), гамма Римского-Корсакова (чередование тон плюс полутон или полутон плюс тон) и так далее.

## Значение гамм для исполнителя
Гаммы — основа исполнительского искусства. Гаммы для фортепиано — это специальные упражнения для пианистов. Помимо техники исполнения они развивают музыкально-теоретические знания музыкантов на практике. То есть ученик быстрее овладевает всеми тональностями, ему становятся не так страшны обилие бемолей и диезов при ключе, он быстрее начинает отличать мажорный лад от минорного, мелодическую организацию звукоряда от гармонической. При этом развивается механическая или автоматическая память на аппликатуру в произведениях. Это в дальнейшем помогает ученику быстрее разучивать длинные пассажи. Развивает беглость пальцев музыканта (пальцевую технику), улучшает координацию рук. Также регулярные занятия повышают выносливость мышц.
При занятиях на фортепиано гаммы обычно исполняют двумя руками с интервалом в октаву в восходящем и нисходящем движении. Играют также расходящиеся гаммы — вначале вверх, как в обычном варианте, потом 2 руки расходятся в разные стороны, а затем снова вместе движутся вниз. Исполняют также гаммы с интервалом в терцию и сексту.